# Hôtel d'Escoville
L'hôtel d’Escoville est un hôtel particulier construit sur la place Saint-Pierre, dans le centre-ville ancien de Caen, dans les années 1530 et reconstruit après la Seconde Guerre mondiale. Il a pu être appelé également par le passé hôtel de Valois, hôtel d'Écoville, hôtel de Matignon ou hôtel du Grand Cheval. C'est le plus bel exemple de l'architecture Renaissance à Caen.

## Histoire

### DuXVIeauXVIIesiècle
Né en 1475, Nicolas le Valois d'Escoville est le fils de Jean le Valois, seigneur d'Escoville et du Mesnil-Guillaume, un des plus riches marchands de Caen anobli en 1522. Membre éminent de l'élite caennaise, il décide de se faire construire un hôtel particulier digne de son rang. Il achète en 1531 un ensemble de maisons de la rue au Change, principal axe reliant le Châtelet où se trouve la maison de ville au carrefour Saint-Pierre (aujourd'hui place Saint-Pierre). Ces habitations sont rasées et à leur place sont construits quatre bâtiments entourant une cour richement décorée dans le goût italianisant de la Renaissance. Les travaux débutent en 1533 : le pavillon et l'aile droite, peut-être construits par Hector Sohier, sont achevés en 1535, alors que le corps de logis sur rue, attribué à Blaise Lepestre et ses fils, n'est érigé qu'à partir de 1537.
En 1541, Nicolas le Valois d'Escoville meurt d'une crise d'apoplexie lors d'une réception donnée dans son hôtel terminé un an plus tôt. Son fils Louis, vicomte de Caen, hérite de la demeure familiale. Il n'y habite pas et préfère le donner à bail ; des boutiques ouvrent alors sur la rue au Change. À partir de cette époque, la ville de Caen loue épisodiquement les grandes salles de l’hôtel pour organiser des cérémonies publiques ou accueillir des hôtes de marque,. En 1603, son frère, Jean le Valois d'Escoville, vend l'hôtel à Guillaume Moisant, riche marchand rouennais ayant prospéré grâce au commerce drapier. Son fils, Jacques Moisant de Brieux, prend ensuite l'habitude d'accueillir les jours de pluie un groupe de gens cultivés qui se donnent rendez-vous tous les lundis sur la place Saint-Pierre où arrive la poste en provenance de Paris. Au cours du temps, ces rendez-vous où l'on s’entretient des affaires publiques sont institutionnalisés et en 1652, l'Académie des Arts et des Belles-Lettres de Caen est créée. Jusqu'en 1685, les séances de l'académie se tiennent dans la plus belle salle de l'hôtel.

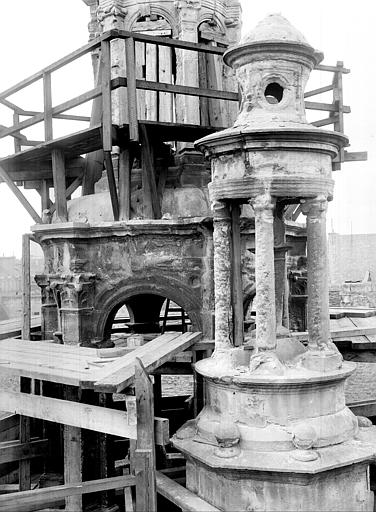
L'hôtel lors d'une restauration.

### DuXVIIIeau début duXXesiècle
Les propriétaires successifs n'occupent qu'une partie des bâtiments. Le reste est loué par la ville pour y loger les grands dignitaires de passage ou les représentants du roi, tel que Charles de Matignon, lieutenant-général de Normandie. En 1693, la municipalité commence à louer une partie de l’hôtel pour abriter ses services à l’étroit dans le Châtelet. En 1733, les échevins achètent l'aile droite de l’hôtel et les services municipaux s'y installent progressivement à partir de 1736 ; après la destruction de la vieille porte fortifiée en 1755, l'aile droite de l'hôtel d'Escoville devient la maison de ville. Entre 1733 et 1755, le reste de l'hôtel est ensuite vendu par lot, ce qui implique que le bâtiment avait déjà dû subir de profonds remaniements. Ainsi le corps de logis donnant sur la place est cédé en trois lots (les numéros 6, 8 et 10 place Saint-Pierre). Catherine Moisant vend en 1755 l'aile gauche de l'hôtel à la ville afin d'y aménager la juridiction consulaire. Ce projet échoue et c'est finalement le service de la poste qui s'y installe à la Révolution française avant que le bâtiment ne soit revendu à nouveau le 29 septembre 1796. Cette aile est ensuite transformée en magasin. Après le départ de la municipalité pour le séminaire des Eudistes (place Royale) en 1792, l'aile droite est occupée par la bourse de commerce, la chambre de commerce de Caen, le tribunal de commerce et le conseil des Prud'hommes. En 1821, une salle d'audience est construite dans la partie droite du jardin.
Lieu de pouvoir politique et administratif, l'hôtel est également un des principaux foyers culturels de la ville : c'est le siège de l'académie de Caen depuis 1753 ; depuis le XVIIIe siècle, des concerts sont organisés par l’académie de musique, puis par la Société de la Redoute au début du XIXe siècle, par la Société philharmonique du Calvados ensuite et par la Société des Beaux-Arts qui y siège enfin. En 1862, l'ensemble de l'édifice est classé monument historique et une première restauration a lieu. Trois autres campagnes de restauration vont suivre :
- de 1895 à 1905 par Anthime de la Rocque (travaux d'urgence),
- de 1915 à 1925 par Gabriel Ruprich-Robert (aménagement de la chambre de commerce),
- de 1933 à 1936 par Ernest Herpe (intervention sur les façades).

### La deuxième partie duXXesiècle
L’hôtel est sévèrement endommagé lors de la bataille de Caen en 1944 ; la cour intérieure subsiste, bien que très abîmée, mais la façade sur la place Saint-Pierre ainsi que le mur extérieur de l’aile sud sont pulvérisés. Pendant presque quinze ans, de nombreux projets sont présentés par plusieurs architectes, le projet classique de Charles Dorian étant préféré à la façade moderne proposée par Paul Binet. Les divergences très fortes entre les différents acteurs de la Reconstruction sur la réhabilitation de l’hôtel d’Escoville sont particulièrement représentatives de l’épreuve de force qui oppose, tout au long de la Reconstruction, mairie, Monuments historiques, ministère de la Reconstruction, commerçants et sinistrés . En novembre 1949, la chambre de commerce, prenant comme prétexte leur désaccord avec le projet de restauration de la façade de l'hôtel d'Escoville, décide de se faire construire un nouveau bâtiment (ancienne chambre de commerce de Caen) à l'emplacement de l'ancienne salle des ventes. Finalement le conseil municipal approuve le projet définitif en 1958. Le bâtiment est restauré vers 1960.
À partir de 1963, la grande salle du rez-de-chaussée accueille le salon annuel des artistes bas-normands et des expositions d’art diverses. Le bâtiment abrite deux boutiques, le syndicat d'initiative sur la place Saint-Pierre et un logement de gardien ; le reste de l’hôtel est plus ou moins inutilisé jusqu’en 1994. À cette date, l’hôtel fait l’objet d'une nouvelle restauration et d’un bouleversement complet de l’aménagement intérieur. Le bail des commerçants est résilié et le corps de logis sur rue, ainsi que l'aile nord, sont attribués à l'office de tourisme. L'hôtel garde une fonction culturelle affirmée. La salle Moisant de Brieux accueille les réunions de l'académie des sciences, arts et belles-lettres de Caen et de la Société des antiquaires de Normandie. De 1994 jusqu'à son déménagement en 2013 dans le palais ducal de l'abbaye aux Hommes, l’artothèque de Caen occupe une partie de l'hôtel. Un projet de centre d'interprétation de l'architecture et du patrimoine dans le cadre du label « Villes et Pays d'art et d'histoire » évoqué par la ville en 2016, mais il n'est pas réalisé.

## Architecture

### Le plan
Au Moyen Âge, le tissu urbain se densifiant toujours davantage à l'intérieur des fortifications de Caen, les édifices, construits sur des parcelles longues et étroites, s'élevaient sur trois à quatre étages avec pignon sur rue ; les 52-54 rue Saint-Pierre en sont un bon exemple. À partir du XVIe siècle, l'élite caennaise, enrichie par l'embellie économie qui suit la fin de la guerre de Cent Ans, se fait construire des hôtels particuliers d'un type nouveau comme l'hôtel de Mondrainville ou l'hôtel de Than. Mais l'hôtel d'Escoville en reste le meilleur exemple. Le secteur dans lequel a été construit l'ensemble des bâtiments était à l'époque de sa construction beaucoup plus dense ; ce n'est que dans les années 1630 que les habitations faisant face à l'hôtel furent abattues pour aménager la place Saint-Pierre. La vaste emprise nécessaire pour l'édification de ces bâtiments de seulement deux niveaux, ainsi que leur disposition autour d'une cour marquant clairement la limite entre espace public et privé, étaient donc totalement en opposition avec l'architecture traditionnelle de la ville médiévale.

### La cour intérieure
Mais c'est la riche décoration de la cour intérieure qui frappe aujourd'hui le visiteur et qui fait de l'hôtel d'Escoville l'un des plus beaux exemples de l'architecture Renaissance en Normandie. Sa décoration savante témoigne de l'esprit de la Renaissance en mêlant des thèmes traditionnels d'inspiration biblique à des références à l'Antiquité. Plus curieusement, certains éléments d'ornementation gardent un sens plus mystérieux et semblent se rapporter à l'autre passion de Nicolas le Valois d'Escoville : l'alchimie.
Le pavillon occidental est divisé en trois parties égales. Au centre, l'édifice est surmonté d'un toit très pentu caractéristique de la Renaissance française et que l'on trouve couramment en Normandie (ex : château de Fontaine-Henry, château d'Ô, château de Lion-sur-Mer). Les combles sont éclairés par une lucarne richement décorée. À droite, un hall ouvert par deux arcades avec voûte en berceau et accessibles par quelques marches tient lieu d'accès principal ; il permet d'accéder au rez-de-chaussée, surélevé par rapport à la rue, et aux étages grâce à un escalier en colimaçon. À l'étage, une loggia reprend la composition du hall. L'escalier est surmonté de deux lanternons en forme de tempietto (petit temple de forme circulaire hérité du tholos grec) couronnés :
– l'un par une statue d'Apollon ;
– l'autre par une statue de Marsyas.
La façade septentrionale, la plus remarquable, est divisée en cinq parties. Entre les trois séries de fenêtres à meneaux, les trumeaux sont creusés par des niches ornées au rez-de-chaussée :
– à droite, par une statue de Judith tenant la tête d'Holopherne ;
– à gauche, par une statue de David tenant la tête de Goliath.
La facture de ces statues est si fine que l'on a longtemps cru qu'elles étaient l'œuvre de sculpteurs florentins. Dans la partie supérieure, des écussons armoriés étaient soutenus par des nymphes et des génies. 
|  | Les armes des Valois d'Escoville étaient : D'azur au chevron d'or accompagné de trois croissants d'argent au chef du même chargé de trois roses de gueules. |

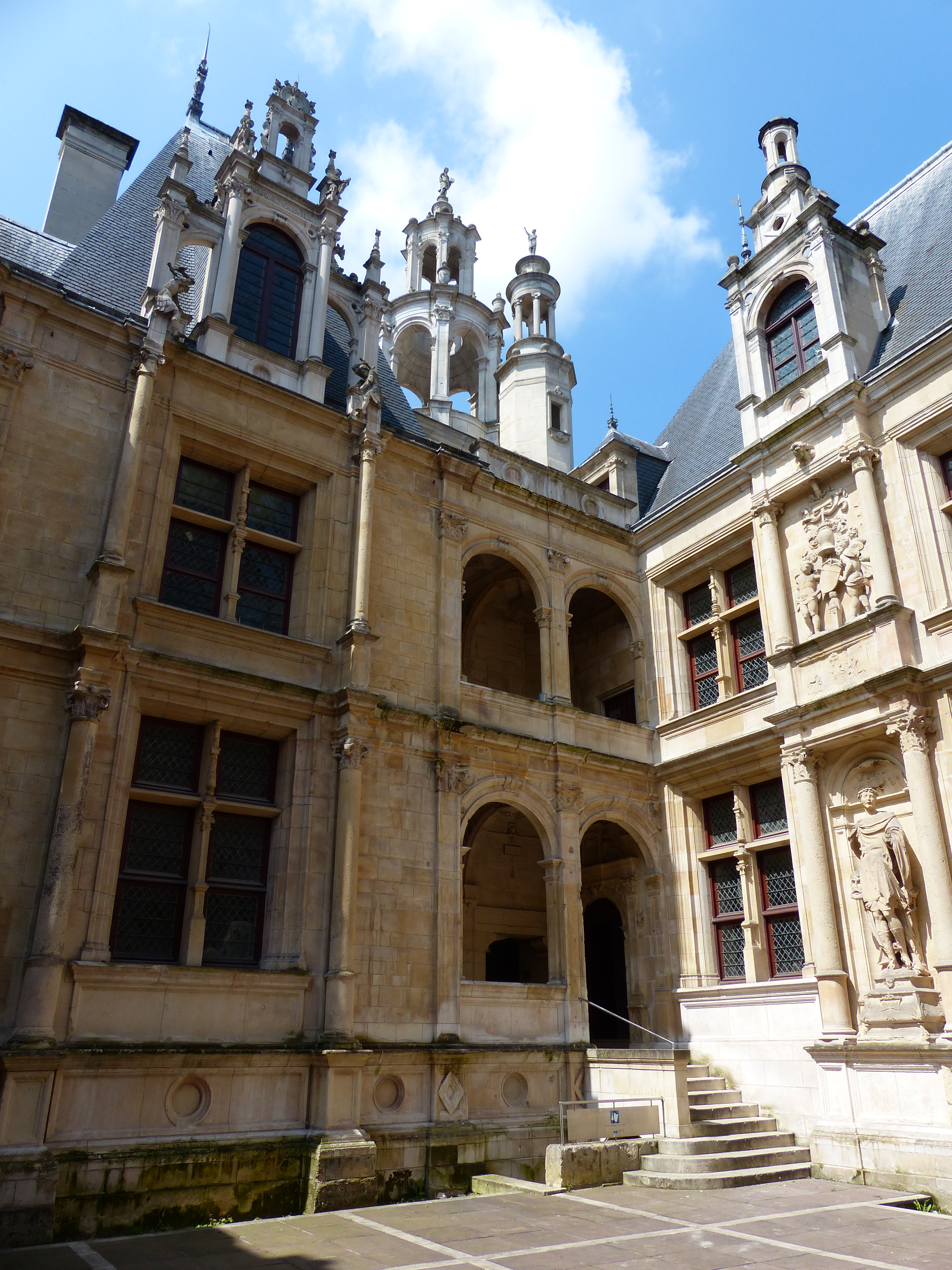
Les façades nord et ouest.
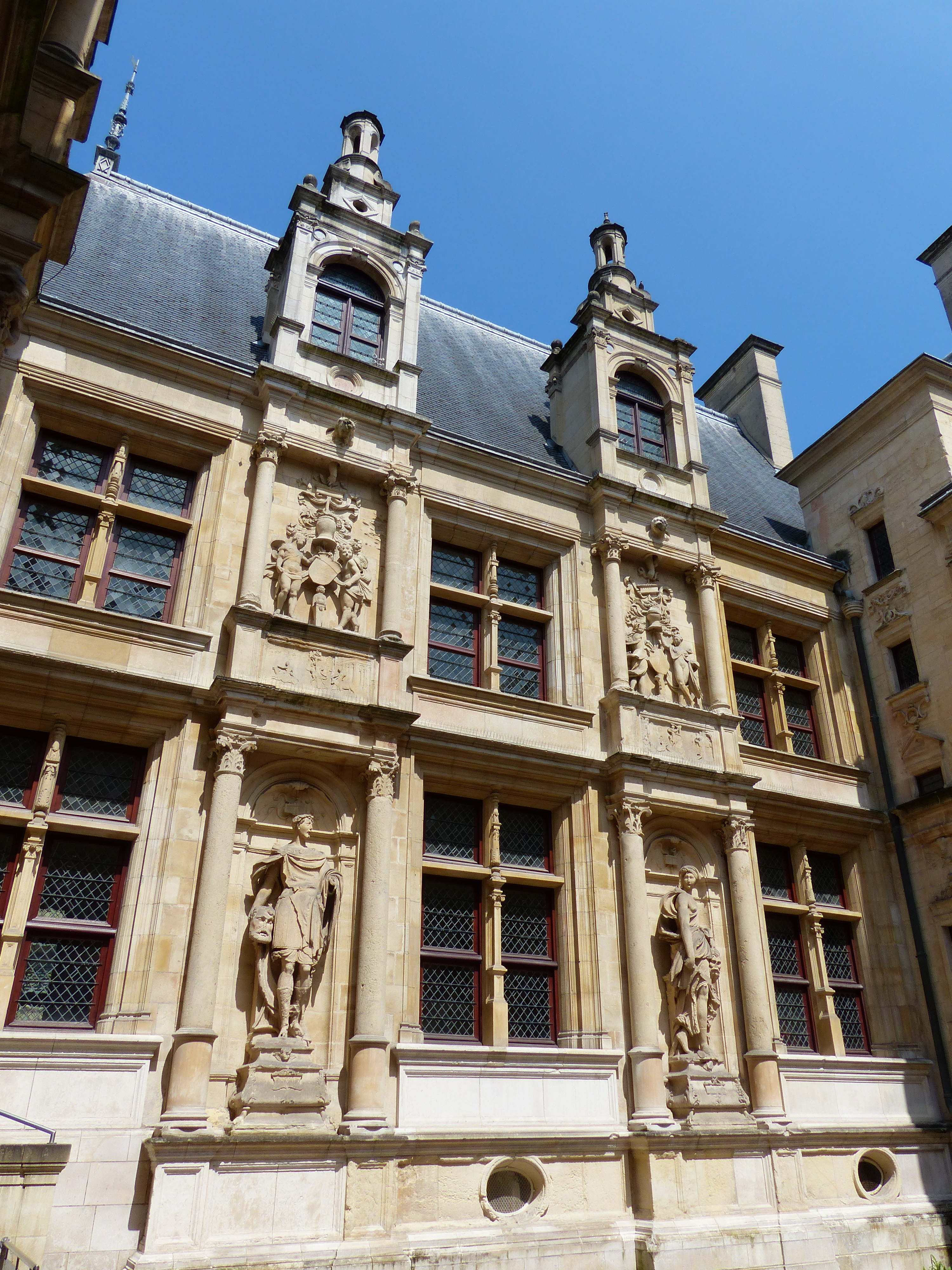
La façade nord.
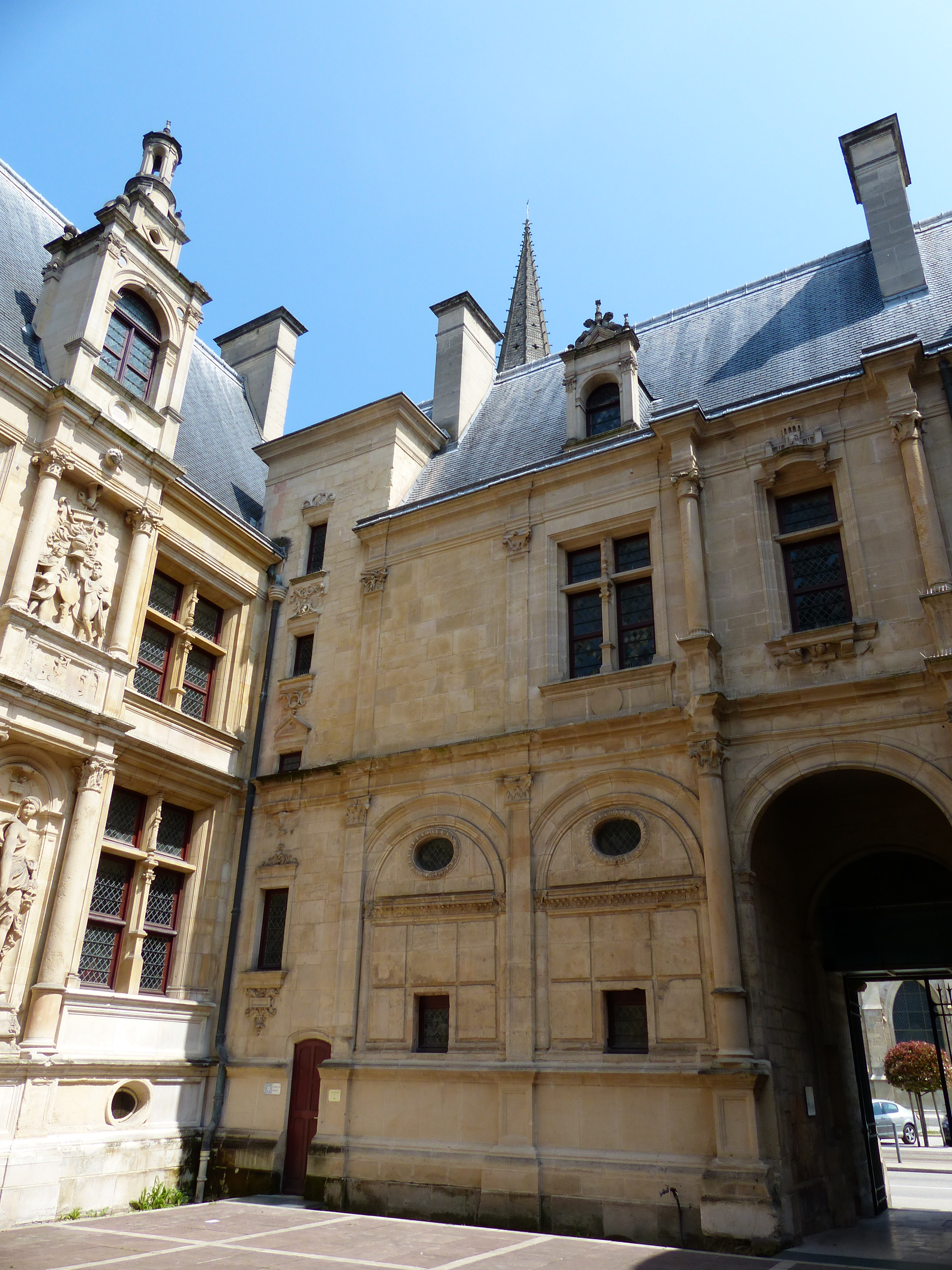
La façade nord et est.
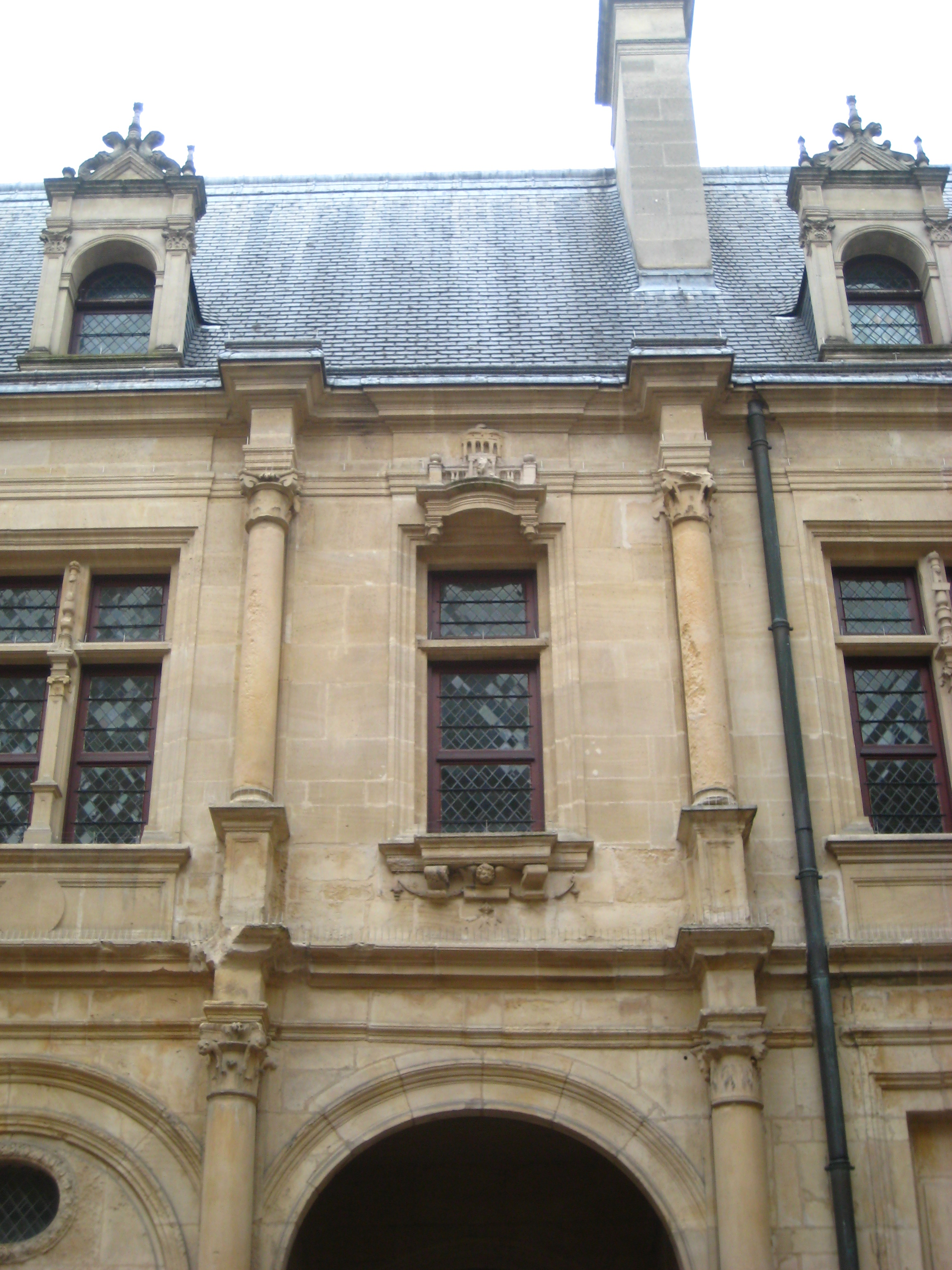
La façade est et le portail d'entrée
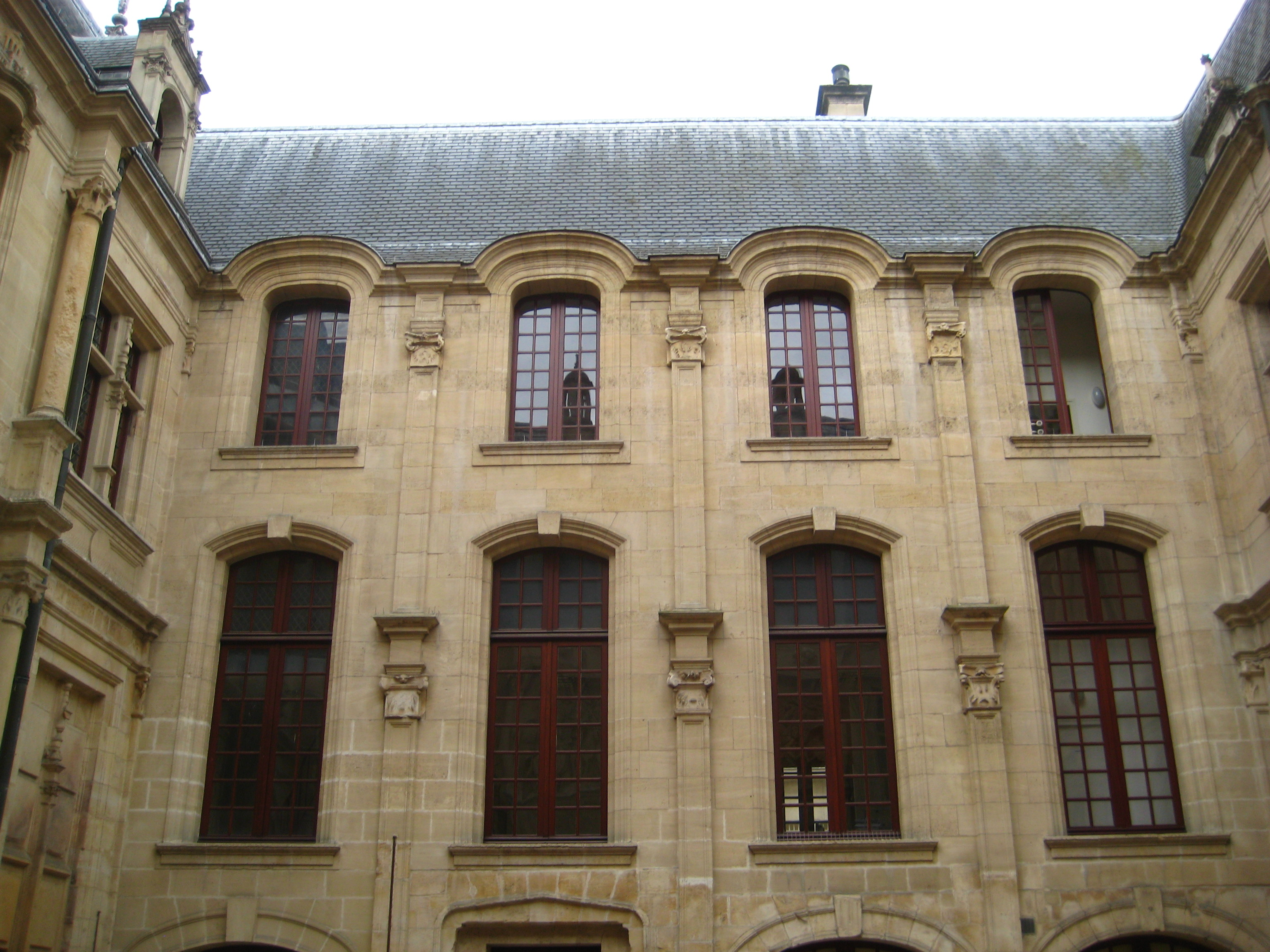
La façade sud.
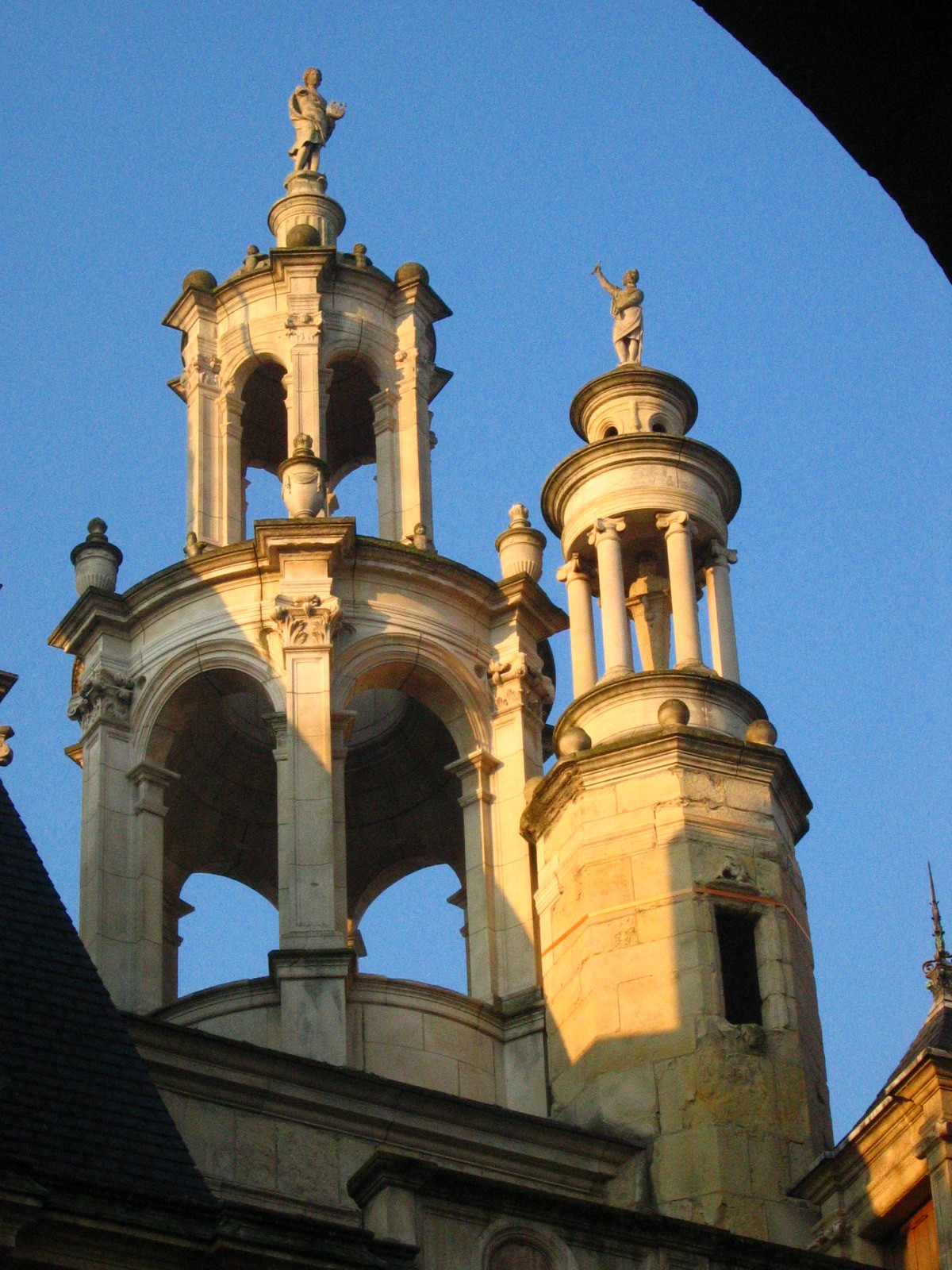
Détail des lanternons.

### La façade sur la place Saint-Pierre

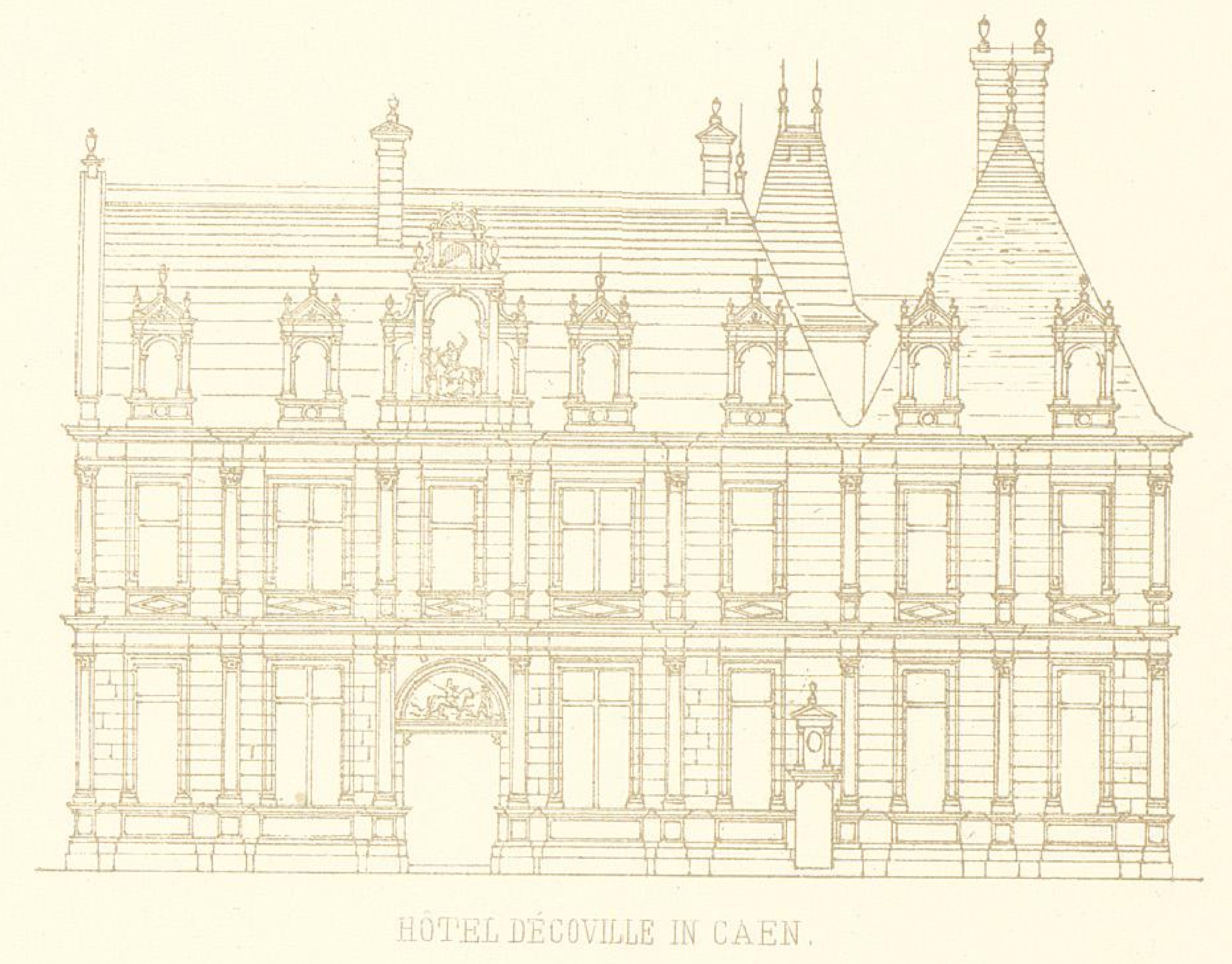
Reconstitution de la façade sur la place Saint-Pierre

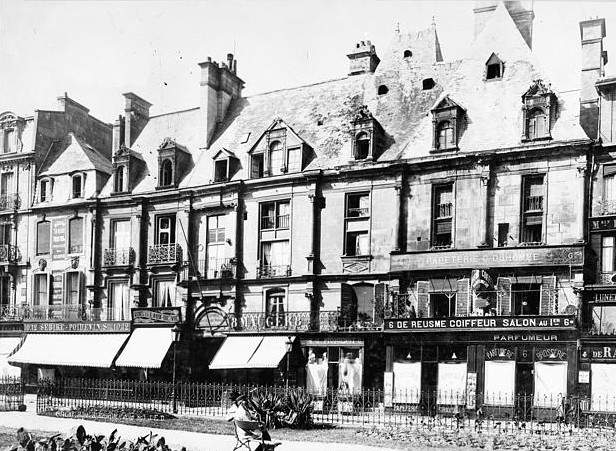
La façade en 1889

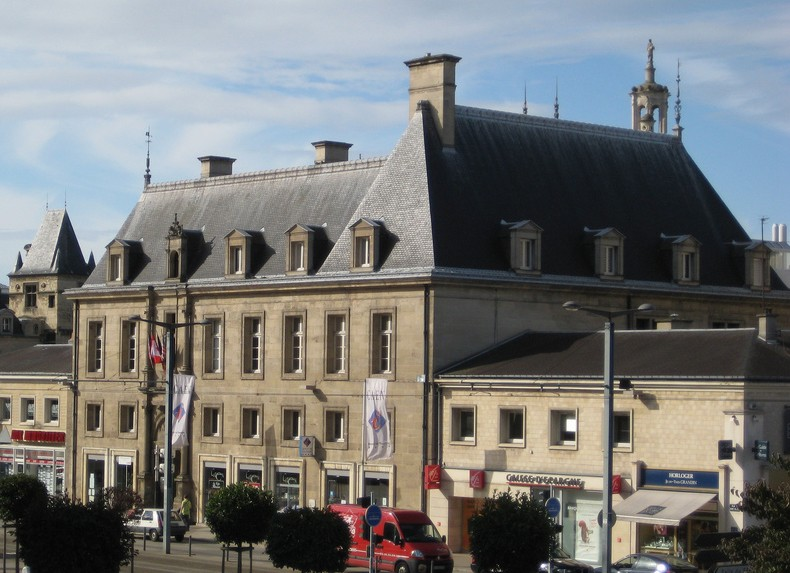
Vue d'ensemble en 2008, après la reconstruction

À l'origine, la façade donnant sur la place Saint-Pierre était ornée d'une statue équestre en ronde-bosse qui valut à l'édifice d'être appelé l'hôtel du Grand Cheval. Après le Soulèvement de Caen contre la Convention nationale, ce bas-relief a été détruit en 1793 et remplacé un temps par un tableau représentant la Liberté coiffée d'un bonnet phrygien et foulant aux pieds l'hydre, symbole de la défaite du Fédéralisme. Il n'existe plus de traces architecturales de ces représentations, mais il nous reste une description faite par le médecin Dubourg dans une lettre adressée à Pierre-Daniel Huet en 1699 :
« Il y a deux représentations en bas-relief, l'une en haut où est représenté ce grand cheval en l'air, ayant des nuées sur ses pieds de devant. L'homme qui est dessus avait une épée devant lui, mais elle n'y est plus. Il tient dans sa main une longue verge en fer, et derrière lui il y avait en l'air des cavaliers qui le suivent, et devant lui et au-dessus un ange dans le soleil.
Au-dessus du rond de la porte, il y a encore une représentation d'un homme à cheval, en petit sur un tas de corps morts et de chevaux que les oiseaux mangent. Il est tourné du côté de l'Orient, à l'opposite de l'autre, et au-devant de lui le faux prophète y est représenté et le dragon à plusieurs têtes, et des cavaliers contre lesquels le cavalier semble aller. Il tourne la tête en derrière, comme pour voir la représentation du faux prophète et du dragon qui entre dans un vieux château d'où il sort des flammes dans lesquels ce faux prophète est déjà à moitié corps.
Il y a de l'écriture sur la cuisse du grand cavalier et à plusieurs endroits, comme le "Roi des rois, le Seigneur des seigneurs" et d'autres tirées du XIXe chapitre de l'Apocalypse. Comme ces lettres ne sont pas gravées, je crois qu'elles sont écrites il n'y a pas longtemps ; mais il y a un marbre tout en haut où il est écrit : "Et c'était mon nom, la parole de Dieu." »
La première représentation conservée de la façade date de 1844 ; elle est l'œuvre de Georges Bouet. À cette époque, la façade a déjà été mutilée et les devantures des boutiques au rez-de-chaussée cachaient les dispositions d'origine. Une autre photo datant de 1929 nous permet de voir que la façade a peu changé en un siècle. La façade était divisée en sept travées délimitées par des ordres de colonnes superposées. Chaque travée est surmontée d'une lucarne en pierre formée d'une arcade flanquée de pilastres ; seule la lucarne couronnant la travée d'entrée était en bois. Les travées n'avaient pas une largeur identique ; les deux travées à gauche correspondant à l'aile sud, ainsi que la travée percée par la porte cochère donnant accès à la cour étaient plus étroites. 
Jusqu'en 1944, ces trois travées étaient divisées en deux niveaux, alors que les autres travées était divisées en trois niveaux. Jusqu'au début du XXe siècle, les travées de droite ont conservé des éléments de la décoration du XVIe siècle : une partie des chambranles et des décorations en losange au-dessus des fenêtres. Ces dispositions ont permis d'avancer l'hypothèse selon laquelle le bâtiment était autrefois divisé en deux niveaux avec un rez-de-chaussée surélevé et un étage, divisé par un plancher par la suite.
Presque entièrement détruite lors des bombardements, la façade n'a pas été reconstruite à l'identique. En 1948, le comité consultatif pour la Reconstruction de Caen a en effet décidé, après de longs débats, de refaire une façade qui respecte le volume du nombre d’étages et, dans une certaine mesure, le régime des pleins et des jours de l’ancienne façade, mais sans en être une réplique à l’identique. La façade est divisée horizontalement par huit séries de fenêtres à égale distance, contre sept à l'origine, s'étageant sur trois niveaux et les lucarnes ne sont plus qu'au nombre de cinq. De plus, la façade a été déplacée d’un mètre par rapport à son ancien alignement pour élargir le corps de logis sur rue et les reconstructeurs ont dû pour cela déplacer ce qui restait du porche d’entrée.

### Les espaces intérieurs

#### La structure
Très endommagé lors de la bataille de Caen, l'hôtel a été en grande partie reconstruit. En 1960, le gros œuvre est terminé. À l’hôtel d’Escoville, comme à l’hôtel de Than, les murs en pierre de Caen d'origine ont été repris par une structure en béton armé et ne sont plus porteurs. Structurellement, ils s’apparentent désormais aux immeubles de la Reconstruction. Les travaux « à l’ancienne » ont en effet été strictement réservés aux parties visibles ; les techniques mises en œuvre pour la consolidation ou la restitution du gros-œuvre n’ont rien à voir avec la technique constructive ancienne, comme nous le montre d’ailleurs le déplacement de la façade.

#### La cheminée de l'hôtel de Villy (salle Moisant de Brieux)
Lors de la reconstruction des espaces intérieures, une cheminée, située depuis 1855 au rez-de-chaussée du musée des antiquaires de Normandie, a été remontée en 1963 au premier étage de l’hôtel d’Escoville. Elle a ensuite été déplacée en 1994 dans la salle Moisant de Brieux. 
Datant de 1568, cette cheminée se trouvait à l'origine dans un hôtel particulier au no 28 de la rue Saint-Jean (détruit pendant la bataille de Caen en 1944), au sud de l'hôtel de Than. Elle est remarquable par son décor sculpté autrefois peint. Le linteau, orné d'une frise de palmettes, est supportée par deux piedroits décorés par des cariatides engainées. Un cartouche, situé au centre du linteau, est frappé des armes de la famille de Villy. Sur la hotte, figure au centre un bas-relief représentant saint Georges triomphant du dragon. Cette scène est entourée par une tresse de part et d'autre de laquelle sont sculptées des figures de profil sur lesquelles reposent des sortes de large chapiteaux ioniques. Une corniche sommitale moulurée, interrompue par un mascaron, repose sur deux canéphores engainées placées de part et d'autre de la hotte. Les jouées sont ornées de bas-relief représentant Mars et Minerve.

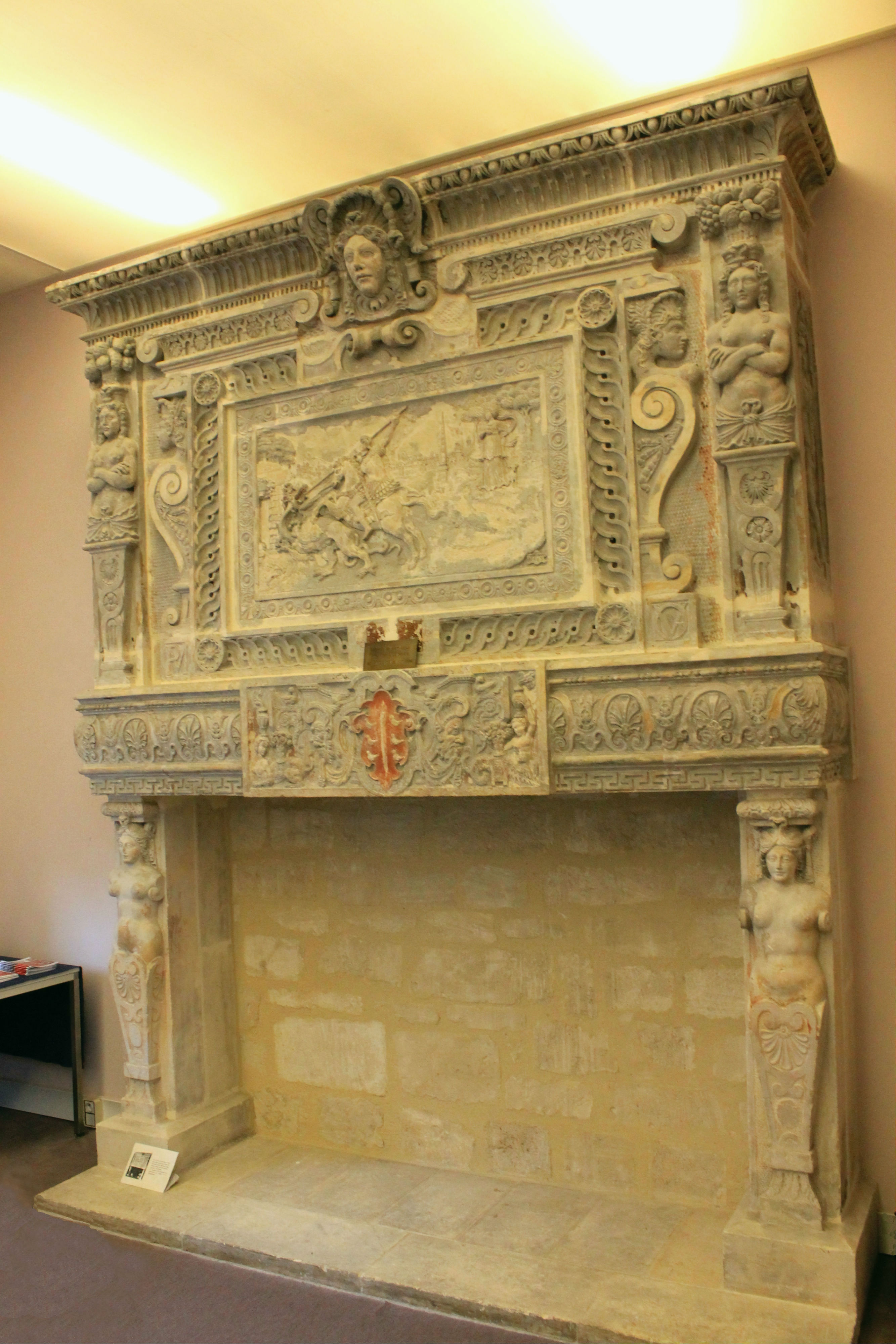
Vue générale de la cheminée
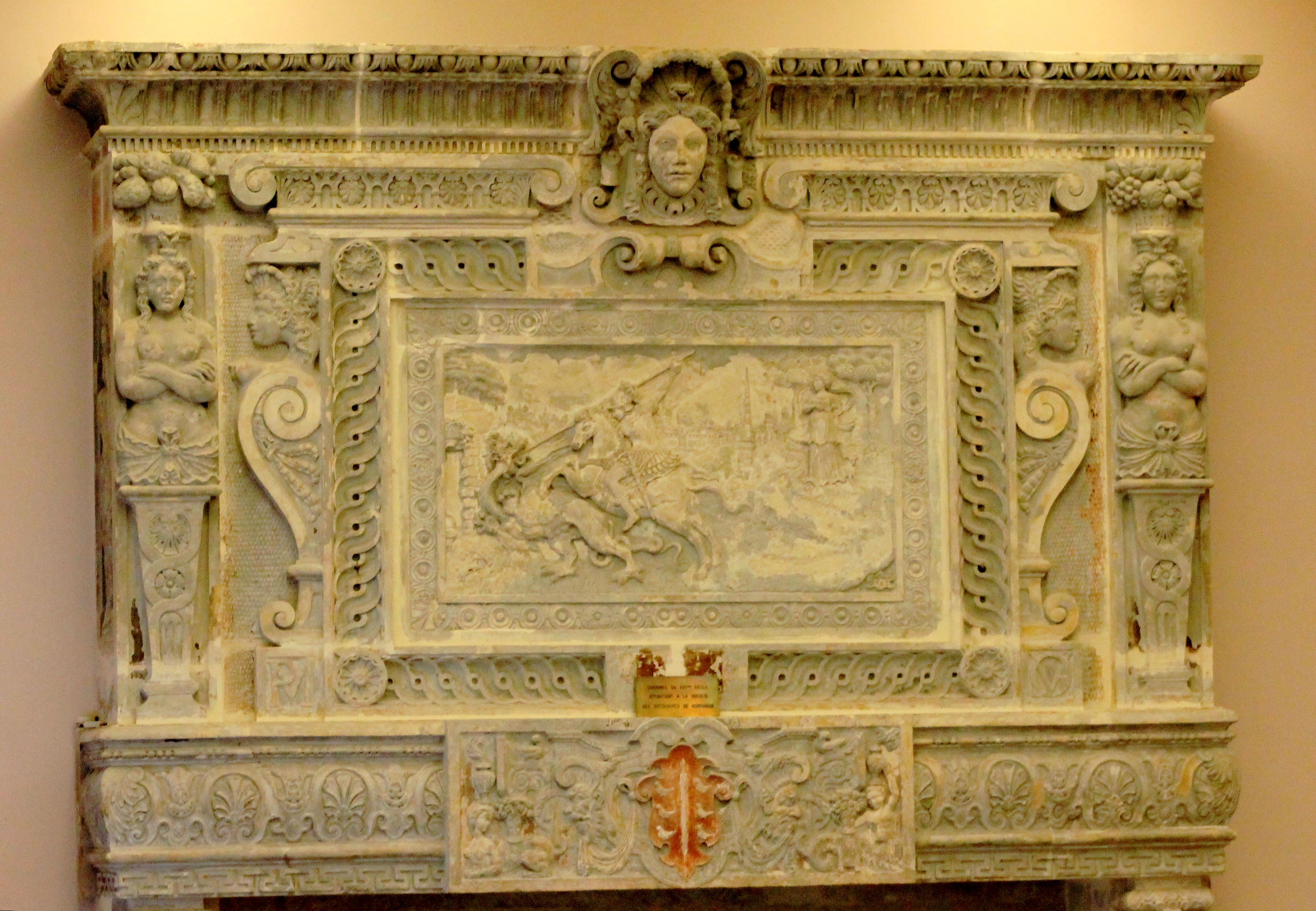
Détail de la hotte
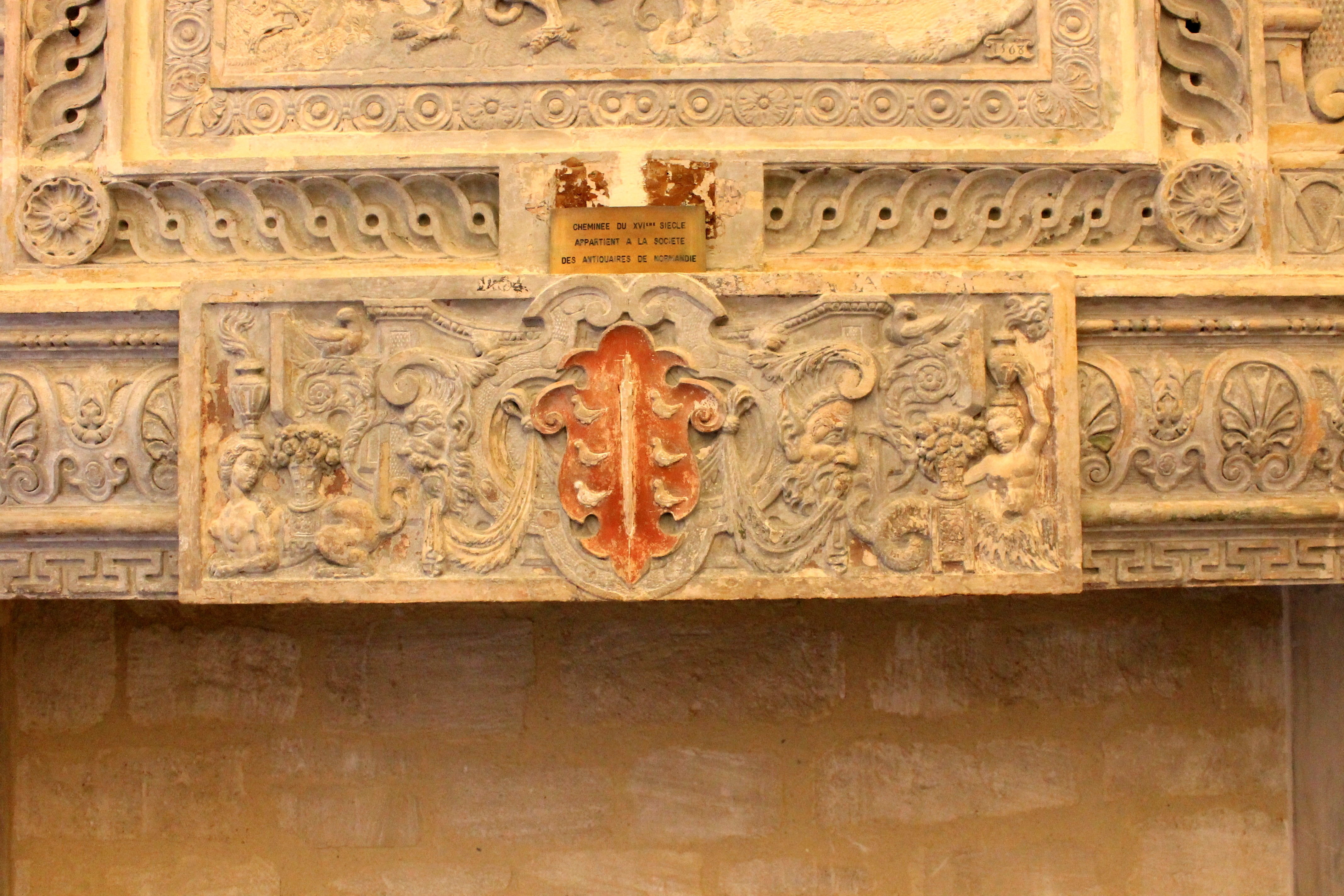
Linteau frappé des armes de la famille de Villy